# Yvan Martin
Pour les articles homonymes, voir Martin.
Yvan Martin, né le 20 janvier 1973 à Palaiseau, est un coureur cycliste français. Il est passé professionnel en 1995 dans l'équipe Festina-Lotus, après y avoir été stagiaire.

## Palmarès
- 1991
  - Prix de la Saint-Laurent Juniors
- 1993
  - 2e du Grand Prix Gilbert-Bousquet
- 1994
  - 2e de Redon-Redon
  - 3e du Circuit de Vendée
  - 3e du championnat de France militaires sur route
  - 3e du championnat de France sur route espoirs

## Résultats sur les grands tours

### Tour d'Espagne
1 participation
- 1996 : abandon (13e étape)